# Mike Svoboda

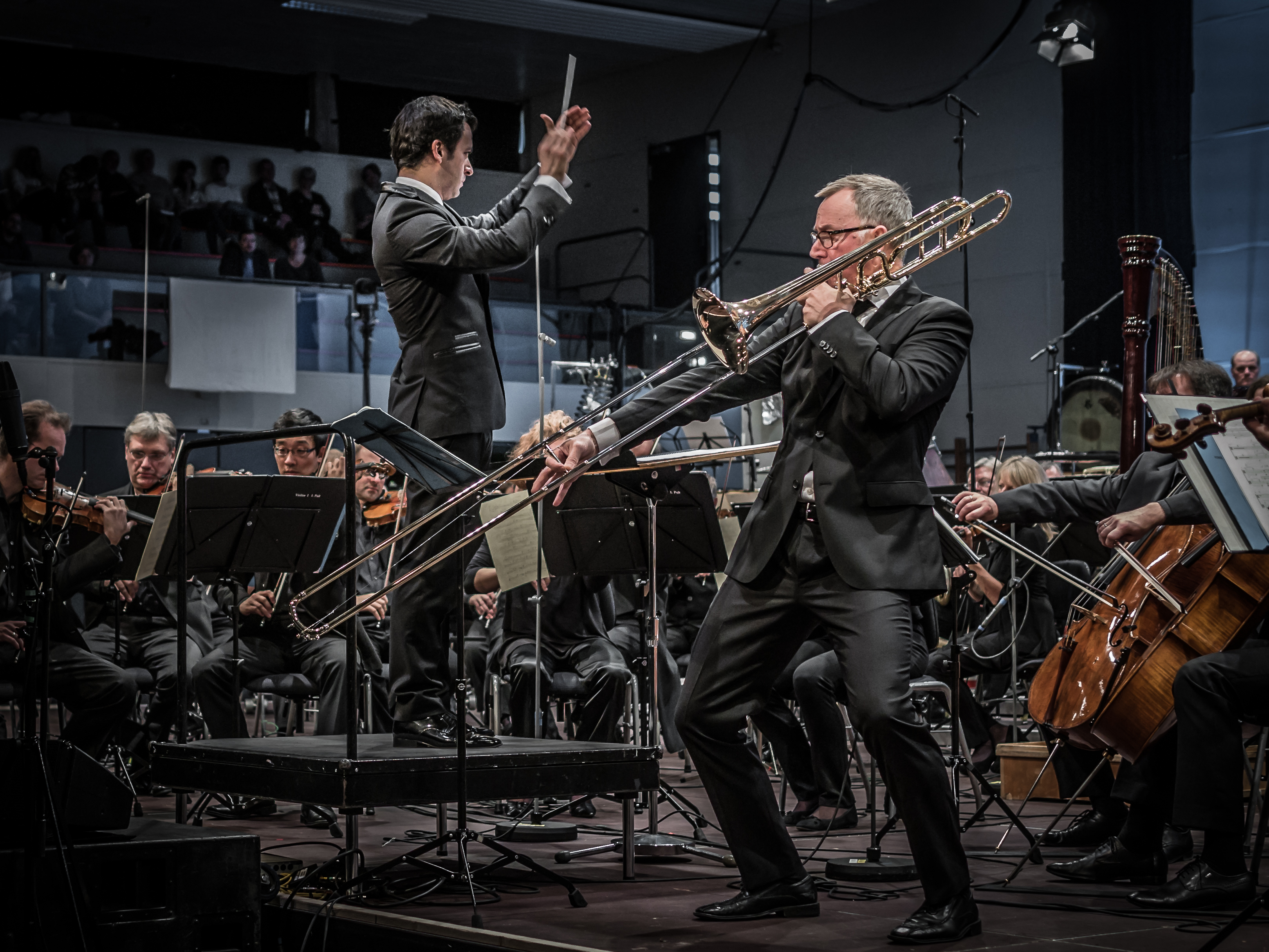
Mike Svoboda als Solist mit dem SWR Symphonieorchester (2016)

Michael Svoboda (* 29. Februar 1960 auf Guam) ist ein US-amerikanischer, in der Schweiz lebender und wirkender Komponist, Dirigent und Posaunist.

## Leben
Svoboda wuchs in Chicago auf und studierte Komposition und Dirigieren an der University of Illinois. 1981 kam er auf Grund eines Kompositionspreises nach Deutschland. Hier studierte er Posaune an der Stuttgarter Musikhochschule. Von 1984 bis 1995 arbeitete er als Interpret mit Karlheinz Stockhausen zusammen.
Svoboda lebt in der Schweiz. Hier unterrichtet er seit 2007 als Professor für zeitgenössische Kammermusik und Posaune an der Musikhochschule Basel.

## Wirken
Bei Gastspielen an der Royal Opera Covent Garden, der Mailänder Scala und anderen Opernhäusern verkörperte er den Lucifer in Stockhausens Opernzyklus Licht. Daneben arbeitete er als Posaunist mit Komponisten wie Péter Eötvös, Heinz Holliger, Toshio Hosokawa, Helmut Lachenmann, Wolfgang Rihm, Martin Smolka und Frank Zappa zusammen und brachte bis heute mehr als vierhundert Werke zur Uraufführung.
Ab 1995 wandte sich Svoboda wieder der Komposition zu. Aus einzelnen Stücken stellte er das Programm Mike Svoboda’s Alphorn Special zusammen. Er erhielt Aufträge für abendfüllende Programme u. a. vom Staatstheater Hannover, dem Nationaltheater Mannheim, dem Südwestrundfunk und der Württembergischen Philharmonie Reutlingen. An den Programmen 14 Versuche, Wagner lieben zu lernen und My God Mozart! (beide 2002) sowie Clara, Robert und Johannes - Fantasie über ein romantisches Dreieck (2004) wirkte er als Komponist, Arrangeur, Posaunist und Sprecher mit.
2003 entstanden Love Hurts - Carmen Remix für Orchester mit einem Solisten und Reflective Structures für 21 Streicher und Soloschlagzeug, 2005 Alias - Mozart ist Rossini für Streichorchester und Soloposaune. In der Spielzeit 2005–06 wurde seine Kinderoper Erwin, das Naturtalent nach einem Libretto von Manfred Weiß an der Staatsoper Stuttgart aufgeführt. Im Jahr 2007 entstand Der unglaubliche Spotz, ebenfalls nach einem Libretto von Manfred Weiss. Zur Eröffnung der Niedersächsischen Musiktage 2010 wurde Svobodas Music for Open Spaces für Sopran, 8 Posaunen und ca. 150 Bläser mit großem Erfolg aufgeführt. 2011 fand die Uraufführung seines Posaunenkonzerts Music for Trombone and Orchestra bei Eclat – Festival Neue Musik Stuttgart mit dem Radio-Sinfonieorchester Stuttgart des SWR und Mike Svoboda als Solisten statt.
Bereits 2006 war Svoboda Composer in Residence bei den 61. Sommerlichen Musiktagen Hitzacker. Hier wurden seine Stücke Raumgewinn – Musik für eine Elbaue und 70%, ein "Jazznocturne zum Thema Wasser" uraufgeführt. Darüber hinaus war er Artist- und/oder Composer in Residence beim Festival Mouvement – Musik im 21. Jahrhundert des Saarländischen Rundfunks (2007), bei den Weingartner Musiktagen Junger Künstler (2008) und am Opernhaus Chemnitz (2009/10).
Svoboda tritt mit dem eigenen mike svoboda ensemble (gegründet 2005) auf. Daneben arbeitet bzw. arbeitete er mit verschiedenen Jazzformationen (etwa dem Reduction Quartet von Manfred Kniel) zusammen und mit Orchestern wie dem Deutschen Symphonie-Orchester Berlin, den Orchestern des Bayerischen, des Westdeutschen und des Südwestdeutschen Rundfunks, den Bamberger Symphonikern, dem Ensemble Modern, dem Schönberg Ensemble und dem Klangforum Wien sowie in Duoformationen mit dem Akkordeonisten Stefan Hussong und dem Perkussionisten Michael Kiedaisch.
Auf zahlreichen CDs nahm er Werke zeitgenössischer Komponisten (neben Stockhausen, Zappa, Eötvös und Rihm auch Kompositionen von Michael Riessler, Bernd Thewes, Christoph Staude, Iannis Xenakis) und eigene Kompositionen auf, außerdem entstanden Aufnahmen mit verschiedenen Jazzensembles und Duopartnern.

## Auszeichnungen
- 1982: BMI (Broadcast Music Incorporated) Award
- 2000: Schneider-Schott-Musikpreis Mainz gemeinsam mit Michael Riessler
- 2005: Preis der deutschen Schallplattenkritik für die CD Giacinto Scelsi - Suono Rotondo
- 2008: Musikinnovationspreis des Praetorius Musikpreises des Landes Niedersachsen

## Werke (Auswahl)

### Bühnenwerke
- Die Katze, die ihre eigenen Wege ging (The cat who walked by herself), Kammeroper (2019)
- Robin Hood - too good to be true für Mezzosopran und fünf Blechbläser, Musiktheater für alle ab 8 (2012)
- Der unglaubliche Spotz - kein Märchen, sondern eine Oper für alle ab 6 (2007) (Partitur)
- Erwin, das Naturtalent, Oper (2005/07)

### Vokalwerke
- Piangerò la sorte mia für weibliche Stimme und sechs Instrumente (2018)
- Coro di Spiriti für Chor (SSATB) (2017)
- Luminous Flux für acht Stimmen und Percussion (2014)
- Eunoia für weibliche Stimme, Posaune, Violoncello, Klavier und Percussion (2014)
- Da steht geschrieben für Mezzosopran und Harfe nach einem Textfragment von Friedrich Hölderlin (2011) (Partitur)
- Die Bücher der Zeiten für drei Frauenstimmen, Posaune und Percussion nach dem gleichnamigen Text von Friedrich Hölderlin (2010)
- 20 French Songs für Mezzosopran, Posaune und Akkordeon (2006)

### Orchesterwerke
- Play für Orchester (2021)
- Music for Trombone and Orchestra (2010/2021) (Partitur)
- Wittgenstein & Twombly (version for concert band) - Konzert für Altsaxophon und Konzertband (2017/18)
- Wittgenstein & Twombly - Konzert für Altsaxophon und Orchester (2017)
- Once Around the World - a musical adventure with sights and sound from far away and long ago für Erzähler, Grammophon, Animationsfilm und Musiker; Versionen für Orchester, Kammerorchester oder Ensemble (14 Musiker) (2016/17)
- Love Hurts - Carmen Remix (version for concert band) für Posaune und Konzertband nach Themen von Georges Bizet (2003/2016)
- Triple Concerto für Trompete, Posaune, Tuba und Orchester (2014)
- Music for Open Spaces für großes Blasorchester, 8 Posaunen und Gesang solo (2010)
- Love Hurts - Carmen Remix für Posaune und Orchester (2003/2010) (Partitur)
- Inner Antiphony - Fanfare für Orchester und zwei Perkussionisten (2009) (Partitur)
- More Pentatonic Irony für zwei zweistimmige Chöre und Orchester (2009)

### Kammermusik / Ensemblewerke
- Growth II - snare drum concerto für Violine, Sopransaxophon, Akkordeon und Percussion (2021)
- Growth I - violin concerto für Violine, Baritonsaxophon, Akkordeon und Percussion (2020)
- maybe yes, maybe no für zwei Klarinetten und Streichquartett (2020)
- echo yes no für zwei Harfen und Live-Elektronik (2019)
- Homo Ludens für zwei Musiker-Teams (Instrumentation offen) (2019)
- Open Circle für Blechbläser-Quintett (2018)
- Apples, Bees, and Ordnance für Altsaxophon, Akkordeon und Violoncello (2017)
- Study No. 4 - double canon für vier Saxophone und vier Posaunen (2015)
- Dowland Suite für Blechbläser-Quintett (2014)
- Johann Sebastian Bach/Mike Svoboda: Prelude-Sarabande-Bourée für Posaune und Klavier (oder Akkordeon) (2013)
- Music for Trombone and Brass Ensemble (2012)
- Music for Trombone, Piano and Percussion (2011)
- Antiphony without Irony für vier große Blechbläser-Ensembles und vier Solisten (2009) (Partitur)
- Studien zu Adorno (sex, drugs, and new music) für einen Vokalsolisten, zwei Ensembles und Videokunst (2007) (Partitur)
- transition/intuition für Ensemble (2007)

### Solowerke
- Concert Etudes No. 6 & 7 für Posaune solo (2020)
- Cartesian Rainbow für Percussion solo (2017)
- Music for Piccolo solo (2008/2015)
- Konzertetüden 1-5 für Posaune solo (2008)

### Schriften
- Mike Svoboda und Michel Roth: The Techniques of Trombone Playing / Die Spieltechnik der Posaune. Kassel 2017
- Mike Svoboda: Der Posaunist Vinko Globokar. In: Werner Klüppelholz, Sigrid Konrad (Hrsg.): Vinko Globokar: 14 Arten einen Musiker zu beschreiben. Saarbrücken 2008, S. 144–151.
- Mike Svoboda: "Jedermann wird Ihnen sagen, dass ich kein Musiker bin". Erik Saties wissenschaftlicher Umgang mit der Musik oder: In der Begrenzung liegt die Freiheit. In: Neue Zeitschrift für Musik. 04/2007, S. 48–50
- Mike Svoboda: NUN - An Inside View. In: Helmut Lachenmann - Inward Beauty. hg. von Dan Albertson, Contemporary Music Review 23 (2004), Heft 3/4, S. 161–164.
- Mike Svoboda: Interpretation als Verdeutlichung einer Komposition. Karlheinz Stockhausen: "Tierkreis - 12 Melodien der Sternzeichen" (1975). In: Neue Zeitschrift für Musik. 06/2002, S. 24–27.

## CDs (Auswahl)
- Da Lontano - Scelsi, Cage, Stockhausen, Nono, Mike Svoboda (Posaune und Tuba) und Holger Stenschke (Live-Elektronik), WERGO 67442
- John Cage: Trombone and Piano, Steffen Schleiermacher (Klavier) und Mike Svoboda (Posaune), MDG 613 1510-2
- Frescobaldi/Cage: Anarchic Harmonies, Stefan Hussong (Akkordeon) und Mike Svoboda (Alt- und Tenorposaunen), WERGO 6655 2 2001
- Erik Satie/Mike Svoboda: Phonométrie, Anne-May Krüger (Gesang, Drehorgel, Toy Piano), Stefan Hussong (Akkordeon) und Mike Svoboda (Posaune), WERGO 68062
- Mike Svoboda: do you love wagner?, Wolfgang Fernow (Kontrabass), Scott Roller (Violoncello), Michael Kiedaisch (Percussion) und Mike Svoboda (Posaune, Kompositionen), WERGO 6802 2
- Karlheinz Stockhausen: Tierkreis - 12 Melodien der Sternzeichen (1975), in zwei Realisationen: Nr. 1 für 5 Musiker und Nr. 2 für 5 Improvisatoren, Stefan Hussong (Akkordeon), Michael Riessler (Bassklarinette), Wolfgang Fernow (Kontrabass), Scott Roller (Violoncello), Michael Kiedaisch (Schlagzeug) und Mike Svoboda (Posaune, Spieldosen und musikalische Leitung), WERGO 6659 2
- Giacinto Scelsi: Suono Rotondo, Stefano Scodanibbio (Kontrabass), Michael Kiedaisch (Percussion) und Mike Svoboda (Posaune) - ausgezeichnet mit dem Preis der deutschen Schallplattenkritik, WERGO 6672 2
- Franz Schubert: Schubertiade Zwölf Lieder aus der Winterreise (2002) Künstler: Grace Davidson, Michael Kiedaisch, Eberhard Hahn, Wolfgang Fernow, Mike Svoboda